# Pack Up the Plantation: Live!
Pack Up the Plantation: Live!  é o primeiro álbum ao vivo oficial de Tom Petty and the Heartbreakers, lançado em novembro de 1985. Foi gravado principalmente no Wiltern Theatre durante sua turnê de 1985, mas também inclui várias faixas de turnês anteriores. Foi lançado como um LP duplo ou uma única fita e um CD.
Um vídeo da performance do concerto no Wiltern Theatre, também intitulado Pack Up the Plantation: Live! foi lançado em vídeo caseiro em 1986. Ele incluiu músicas que não entraram no álbum, como originais "Don't Do Me Like That" e "Don't Come Around Here No More", bem como covers, tais como "Little Bit O' Soul"  e "Route 66".
Stevie Nicks, que colaborou com Petty e apresentou-se com ele em turnê com frequência, canta com Petty em duas músicas do disco. O primeiro é um cover de uma canção do The Searchers, "Needles and Pins", um hit de 1964, que foi lançado como um single e chegou à Billboard top 40. A segunda faixa de Nicks é "Insider", um dos dois trechos do LP Hard Promises de Petty, de 1981, que a apresenta.
Nenhum outro single foi lançado no álbum nos EUA, embora um cover do hit de 1967 dos Byrds "So You Want to Star Rock 'n' Roll" tenha sido lançado na Europa. "Refugee" também foi lançado na Europa em um EP de quatro faixas. Outro sucesso, "Breakdown", aparece no final do lado um. É notável porque o público substitui Petty no início, cantando os dois primeiros versos e o coro alto o suficiente para ser captado pelos microfones. Ele brincou: "Vocês vão me deixar sem emprego", com enormes aplausos, e depois voltou a repetir o segundo verso.
A gravação recebeu críticas um tanto contraditórias, com Sandy Robertson, escrevendo para Sounds, descrevendo-a como "uma trilha sonora de vídeo turgid de quatro lados". Jimmy Guterman, escrevendo para a  Rolling Stone, disse que Petty "parece apaixonado e impressionante quando ele toca suas primeiras músicas" e que os Heartbreakers são "uma banda inegavelmente ótima".

## Lista de músicas
Todas as faixas escritas e compostas por Tom Petty exceto quando identificado. 
| N.º | Título                                   | Duração |  |
| 1.  | "So You Want to Be a Rock 'n' Roll Star" | 3:30    |  |
| 2.  | "Needles and Pins"                       | 2:23    |  |
| 3.  | "The Waiting"                            | 5:08    |  |
| 4.  | "Breakdown"                              | 7:43    |  |
| 5.  | "American Girl"                          | 3:50    |  |
| 6.  | "It Ain't Nothin' to Me"                 | 6:05    |  |
| 7.  | "Insider"                                | 5:16    |  |
| 8.  | "Rockin' Around (With You)"              | 3:20    |  |
| 9.  | "Refugee"                                | 5:22    |  |
| 10. | "I Need to Know" (LP and cassette only)  | 2:30    |  |
| 11. | "Southern Accents"                       | 5:20    |  |
| 12. | "Rebels"                                 | 6:10    |  |
| 13. | "Don't Bring Me Down"                    | 3:40    |  |
| 14. | "You Got Lucky" (LP and cassette only)   | 4:20    |  |
| 15. | "Shout"                                  | 9:30    |  |
| 16. | "Stories We Could Tell"                  | 3:55    |  |

As músicas cover "So You Want to Be a  Rock 'n' roll Star" e "Don't Bring Me Down" apareceriam mais tarde na Playback. As duas músicas que aparecem apenas em vinil ou cassete nunca foram oficialmente lançadas em CD. As duas músicas também não foram incluídas inicialmente na remasterização do Hi-Rez 2015, apesar de serem um download digital sem limites de tempo, mas após a resposta dos fãs, foram adicionadas tardiamente ao lançamento.

## Gravações
Todas as faixas gravadas no Wiltern Theatre, Los Angeles, Califórnia, em 7 de agosto de 1985, exceto:
- "Don't Bring Me Down" - Paradise Theater, Boston, 16 de julho de 1978
- "Histórias que poderíamos contar" - Hammersmith Odeon, Londres, Inglaterra, 7 de março de 1980, projetado por Charles Kaplan na Mobile Manor Unit
- "Needles and Pins" e "Insider" - The Forum, Los Angeles, junho de 1981
- "Shout" - The Coliseum, Richfield, Ohio, 19 de março de 1983
- "Rockin 'Around (With You)" - Anfiteatro de Irvine Meadows, Irvine, Califórnia, junho de 1983

## Pessoal
Tom Petty and the Heartbreakers
- Tom Petty - vocal, vocal de 6 e 12 cordas, guitarras acústicas
- Mike Campbell - guitarra, 12 cordas, lap steel, guitarras deslizantes
- Benmont Tench - teclados, vocais
- Howie Epstein - vocais baixo, bandolim, harmonia
- Stan Lynch - bateria, voz

Músicos adicionais
- Ron Blair - baixo em "Insider", "Agulhas e alfinetes", "Histórias que poderíamos contar", "Don't Bring Me Down"
- Phil Jones - percussão em "Insider", "Needles and Pins", "Rockin 'Around (With You)", "Shout"
- Bobby Valentino - violino em "Stories We Could Tell"
- Stevie Nicks - vocal em "Insider", "Needles and Pins"

Soul Lips Horns (em faixas gravadas no Wiltern Theatre)
- Jimmy Zavala - saxes, gaita
- Lee Thornburg - trompetes, corneta
- Nick Lane - trombones, eufônio

The Rebeletts (em faixas gravadas no Wiltern Theatre)
- Pat Peterson - vocal de apoio, percussão
- Caroll Sue Hill - vocal de apoio, percussão

Produção
- Mike Campbell - produção
- Tom Petty - produção
- Don Smith - engenheiro
- Alan Weidel - engenheiro assistente